# Barancs
Barancs (szlovákul: Zemplínsky Branč) község Szlovákiában, a Kassai kerület Tőketerebesi járásában.

## Fekvése
Tőketerebestől 9 km-re délre, a Helmec-patak bal partján fekszik.

## Története
1273-ban „Baranch” néven említik először, ekkor Barancsi György birtokaként említik, később több nemesi család birtoka volt. Szent Péter és Pál apostolok tiszteletére szentelt temploma 1332-ben már állt. 1715-ben 3 elhagyott és 2 lakott háza volt. 1787-ben 56 házában 453 lakos élt.
A 18. század végén Vályi András így ír róla: „BARANCS. Elegyes lakosú falu Zemplén Vármegyében, birtokos Urai Püspöki Barkóczi, Klobusitzky, Uraságok kiknek lakó helyeivel díszeskedik, lakosai katolikusok, fekszik a’ Terebesi kerűletben, sík mezőségen, mellyet Hermetz folyó vize áztat, ’s jó termékenységű; de a’ nagy áradások ártalmára vannak, határja kivált képen termékeny, réttyei jók, legelője elég, mindenféle gabonát bőven terem, szénája jó, malma a’ szomsédságban, eladásra való piatzozása alkalmatos, első Osztálybéli.”
1828-ban 61 háza és 451 lakosa volt. Lakói főként mezőgazdaságból éltek. 1831-ben részt vettek az ún. koleralázadásban.
Fényes Elek 1851-ben kiadott geográfiai szótárában így ír a faluról: „Barancs, orosz-magyar-tót falu, Zemplén vgyében,, Bodzás-Ujlakhoz közel: 198 r., 152 g. kath., 36 ref., 102 zsidó lak. Kath. paroch. templom. 886 hold termékeny szántóföld; szőlőt is mivel. F. u. Barkóczy, Klobusiczky, Boka, Unghváry, Kulin, Szikszay, s m. Ut. p. Velejte.”
A 19. században a Barkóczy, Klobusiczky és mások birtoka. 1880 és 1890 között sok lakosa kivándorolt a tengerentúlra.
Borovszky Samu monográfiasorozatának Zemplén vármegyét tárgyaló része szerint: „Barancs, a Helmecz-patak mellett fekvő kisközség 74 házzal és 444 lakossal, kiknek legnagyobb része magyar és túlnyomóan róm. kath. vallású. A Barancsi család ősi fészke. IV. László egyik, 1273-iki oklevelében már említi Barancsi Gergely bánt „Georgius banus de Baranch et Kochu” néven. A XV. században magyar neve Balafölde. 1332-ben a pápai tizedszedők jegyzékében is szerepel. 1384-ben Kerecsényi László a birtokosai. 1449-ben Varjú Mátyás, utána a Kasuhi Nagy család, 1543-ban Thaadi Fülöp, 1561-ben az Orgoványi család. 1579-ben Kölcsey Jánost iktatják itt egy kúriába, 1587-ben Leövey Istvánt és Bokry Katalint. 1598-ban Maróthy Mihály, Orgoványi Péter, Torma György, Bokry Miklós, Horváth Ambrus és Szabó János az urai, 1661-ben az újhelyi pálosok kapnak itt részeket, 1667-ben Köröskényi Gáspár, 1730-ban a Barkóczy, Klobusitzky, Boka és Unghváry családok tagjai birtokolják, 1753-ban Forgách Ádámot iktatják egyes részeibe, 1796-ban a Püspöky, Barkóczy és a Klobusitzky családokat uralja, a mult század elején pedig a kir. kamara, az Almássy, Püspöky, Hétzey, Boka, Unghváry, Pap, Kulin, Balogh, Pilissy, Regéczy, Lipthay, Csegődy, Csömöröky, Horváth, Szikszay, Bernáth, Bothka, Tamáska- Hronkovich, Bárczy és Lónyay családok az urai. Most nincs nagyobb birtokosa. 1663-ban a pestis, 1831-ben pedig a kolera pusztított lakosai között, mely utóbbinak pórlázadás volt a következménye. A községhez tartozó Komár nevű puszta a XIV. században község volt. Ennek 1579-ben Kölcsey János volt az ura, 1588-ban Malikóczy Gáspár, a XIX. század elején pedig már puszta, s birtokosai a gróf Csákyak, majd Lónyay Gábor. A község postája és távírója Velejte, vasúti állomása Upor.”
1920-ig Zemplén vármegye Sátoraljaújhelyi járásához tartozott. 1938-ban az I. bécsi döntés nyomán magyar fennhatóság alá került, de a magyar kormány Barakony, Cseklész, Gány, Mikszáthfalva, Nandrás, Velejte és Zsitvaújfalu társaságában más falvakért 1939 márciusban Szlovákiával elcserélte.

## Népessége
| Év:            | 1994. | 2004.    | 2014. | 2024.   |
| -------------- | ----- | -------- | ----- | ------- |
| Emberek száma: | 388   | 474      | 474   | 508     |
| Eltérés:       |       | +22,16 % | +0 %  | +7,17 % |

| Év:            | 2023. | 2024.   |
| -------------- | ----- | ------- |
| Emberek száma: | 499   | 508     |
| Eltérés:       |       | +1,80 % |

1910-ben 428-an lakták, ebből 282 magyar, 142 szlovák és 4 német anyanyelvű volt.
2001-ben 443 lakosából 400 szlovák és 27 cigány volt.
2011-ben 477 lakosából 353 szlovák és 21 cigány volt.
2021-ben 504 lakosából 463 szlovák, 20 cigány, 2 magyar (0,4%), 1 cseh, 1 bolgár, 17 ismeretlen nemzetiségű volt.

## Nevezetességei
- Római katolikus temploma 1756-ban épült a korábbi, gótikus templom felhasználásával.

## A faluhoz kapcsolódo személyiségek
- Isépy Tamás (1924-2004),  magyar ügyvéd, politikus.